# Головинское (Тульская область)
Головинское — деревня в Одоевском районе Тульской области России.
В рамках административно-территориального устройства относится к Стояновской сельской администрации Одоевского района, в рамках организации местного самоуправления включается в сельское поселение Восточно-Одоевское.

## География
Расположена на реке Упа, в 2 км к востоку от райцентра, посёлка городского типа Одоев, и в 64 км к юго-западу к областного центра, г. Тулы.

## Население
| 2002 | 2010 |
| ---- | ---- |
| 113  | ↗114 |